# Rineloricaria
Rineloricaria (del griego rhinos, que significa «nariz», y del latín lorica, que significa «coraza de cuero») es un género de peces de  agua dulce, de la familia de los loricáridos y del orden de los siluriformes. Son comúnmente llamados bagres látigo, debido a la prolongación que presentan en la parte superior de la aleta caudal.  Son originarios de los ríos del norte y centro de Sudamérica pero han sido llevados a otros países como mascotas de acuarios domésticos.

## Distribución y hábitat
El género está ampliamente distribuido en casi todo el subcontinente, desde Costa Rica hasta Argentina, en ambas vertientes de los Andes. Las especies se encuentran en una gran variedad de hábitat, incluyendo grandes ríos, arroyos y lagunas, asociado con fondos compuestos de arena o piedras y a veces se encuentra en la vegetación marginal. También se adaptan para tolerar ambientes con un temperaturas variables. Tienen una capacidad de adaptación que permite a muchas especies a explotar los hábitats más variados; algunas especies, como  R. strigilata, ha quedado atrapada en cuerpos de agua altamente contaminada y representa uno de los principales componentes de la diversidad ictiológica en dichos hábitats.

## Apariencia y anatomía
Alcanzan en promedio 13 cm de longitud. Los peces son largos, delgados, no tienen barbillas visible, una aleta dorsal erguida, un pedúnculo caudal muy delgado, y un rostro estrecho. La coloración de los peces suelen ser de color marrón claro con manchas más oscuras manchas, y tienen una aleta dorsal oscura. Además están cubiertos con placas óseas y tienen una boca de disco de bombeo, como es común con la mayoría de los peces de la familia Loricariidae.

## Reproducción
Presentan dimorfismo sexual, que incluye, en los machos maduros ,un hipertrofiado desarrollo de los odontoides (dientes dérmicos) a los lados de la cabeza, en las espinas y rayos de las aletas pectorales y en la zona predorsal. Varias especies también muestran hipertrofiado desarrollo de los odontoides en el pedúnculo caudal entero. También en los machos, la espina de la aleta pectoral suele ser más gruesa, corta, y curvas que la de las hembras. Son criadores de las cavidades. Numerosos huevos (a menudo más de 100) son puestos unidos uno al otro en una sola capa en el fondo de la cavidad, y son empollados por los machos. Rineloricaria presenta altos niveles de diversidad cariotípica con número de cromosomas variable, de 36 a 70.

## Taxonomía
Este género fue descrito por Pieter Bleeker en 1862, con R. lima como especie tipo. Este género es uno de los que mayor número de especies registra dentro de la subfamilia Loricariinae subfamilia, unas 30 especies. Por otra parte, es uno de los géneros menos resuelto. En 2008, 14 especies nuevas fueron agregadas a este género.
Hemiloricaria, Fonchiiichthys y Leliella se consideran actualmente sinónimos de Rineloricaria; estos géneros se propusieron teniendo e cuenta de las diferencias en los rasgos de dimorfismo sexual; sin embargo, los rasgos utilizados para diagnosticar estos géneros han sido considerados insuficientes.

## Especies
Se reconocen 66 especies dentro  del género:
- Rineloricaria aequalicuspis R. E. dos Reis & A. R. Cardoso, 2001
- Rineloricaria altipinnis (Breder, 1925)
- Rineloricaria anhaguapitan Ghazzi, 2008
- Rineloricaria anitae Ghazzi, 2008
- Rineloricaria atratoensis Castellanos-Mejía, Londoño-Burbano, Ochoa, García-Alzate & DoNascimiento, 2024
- Rineloricaria aurata (Knaack, 2003)
- Rineloricaria baliola M. S. Rodriguez & R. E. dos Reis, 2008
- Rineloricaria beni (N. E. Pearson, 1924)
- Rineloricaria cacerensis (A. Miranda-Ribeiro, 1912)
- Rineloricaria cadeae (R. F. Hensel, 1868)
- Rineloricaria capitonia Ghazzi, 2008
- Rineloricaria caracasensis (Bleeker, 1862)
- Rineloricaria castroi Isbrücker & Nijssen, 1984
- Rineloricaria catamarcensis (C. Berg (es), 1895)
- Rineloricaria cubataonis (Steindachner, 1907)
- Rineloricaria daraha Rapp Py-Daniel & Fichberg, 2008[4]
- Rineloricaria eigenmanni (Pellegrin, 1908)
- Rineloricaria fallax (Steindachner, 1915)
- Rineloricaria felipponei (Fowler, 1943)
- Rineloricaria formosa Isbrücker & Nijssen, 1979
- Rineloricaria giua Castellanos-Mejía, Londoño-Burbano, Ochoa, García-Alzate & DoNascimiento, 2024
- Rineloricaria hasemani Isbrücker & Nijssen, 1979
- Rineloricaria henselii (Steindachner, 1907)
- Rineloricaria heteroptera Isbrücker & Nijssen, 1976
- Rineloricaria hoehnei (A. Miranda-Ribeiro, 1912)
- Rineloricaria isaaci M. S. Rodriguez & Miquelarena, 2008[6]
- Rineloricaria jaraguensis (Steindachner, 1909)
- Rineloricaria jubata (Boulenger, 1902)
- Rineloricaria jurupari (Londoño & Urbano, 2018)
- Rineloricaria konopickyi (Steindachner, 1879)
- Rineloricaria kronei (A. Miranda-Ribeiro, 1911)
- Rineloricaria lanceolata (Günther, 1868)
- Rineloricaria langei Ingenito, Ghazzi, Duboc & Abilhoa, 2008[7]
- Rineloricaria latirostris (Boulenger, 1900)
- Rineloricaria lima (Kner, 1853)
- Rineloricaria longicauda R. E. dos Reis, 1983
- Rineloricaria maacki Ingenito, Ghazzi, Duboc & Abilhoa, 2008[7]
- Rineloricaria magdalenae (Steindachner, 1879)
- Rineloricaria malabarbai M. S. Rodriguez & R. E. dos Reis, 2008
- Rineloricaria maquinensis R. E. dos Reis & A. R. Cardoso, 2001
- Rineloricaria melini (O. Schindler, 1959)
- Rineloricaria microlepidogaster (Regan, 1904)
- Rineloricaria microlepidota (Steindachner, 1907)
- Rineloricaria misionera M. S. Rodriguez & Miquelarena, 2005
- Rineloricaria morrowi Fowler, 1940
- Rineloricaria nigricauda (Regan, 1904)
- Rineloricaria osvaldoi Fichberg & Chamon, 2008[2]
- Rineloricaria pareiacantha (Fowler, 1943)
- Rineloricaria parva (Boulenger, 1895)
- Rineloricaria pentamaculata Langeani & R. B. de Araujo, 1994
- Rineloricaria phoxocephala (C. H. Eigenmann & R. S. Eigenmann, 1889)
- Rineloricaria platyura (J. P. Müller & Troschel, 1849)
- Rineloricaria quadrensis R. E. dos Reis, 1983
- Rineloricaria reisi Ghazzi, 2008
- Rineloricaria sanga Ghazzi, 2008
- Rineloricaria setepovos Ghazzi, 2008
- Rineloricaria sneiderni (Fowler, 1944)
- Rineloricaria steindachneri (Regan, 1904)
- Rineloricaria stellata Ghazzi, 2008
- Rineloricaria stewarti (C. H. Eigenmann, 1909)
- Rineloricaria strigilata (R. F. Hensel, 1868)
- Rineloricaria teffeana (Steindachner, 1879)
- Rineloricaria thrissoceps (Fowler, 1943)
- Rineloricaria tropeira Ghazzi, 2008
- Rineloricaria wolfei Fowler, 1940
- Rineloricaria zaina Ghazzi, 2008